# Medialuna de Las Condes
La Medialuna de Las Condes es un campo de rodeo nacional de Chile ubicado en la comuna de Las Condes, Santiago, a los faldeos del límite de los cerros Apoquindo y San Ramón. Al costado norte de la planta nuclear de la Reina. El acceso a la medialuna de Las Condes se encuentra al final de la avenida Nueva Bilbao. 
El año 2007, en conjunto con la municipalidad, se reconstruyó la medialuna, en la que en los meses comprendidos entre septiembre a mayo se realizan unos 8 rodeos de la asociación de rodeo Santiago Oriente, perteneciente a la Federación del Rodeo Chileno, fuera de la actividad permanente que se realiza en el recinto. La actividad corralera diaria comprende topeadura, galopar caballos, herrajes, arreglo y amansa. En el lugar se arrienda hospedaje permanente a unos 60 caballos corraleros, que es administrada por el Club de Huasos de Las Condes, conformado por socios activos y un gran número de cooperadores y hoteleros que participan de toda esta actividad. 
Durante todo el año hay una escuela de movimiento de la rienda, tanto femenino como masculino conducido por el profesor Bernardo Meza, que en la actualidad cuenta con 15 alumnos aproximadamente. Los socios llevan a cabo numerosos paseos a los faldeos cordilleranos, sitios como el Salto del Agua, Los Peumos y otros. Una vez al mes se reúne el directorio, que al año 2009, preside Faruk Touma, quien dirige las actividades. Cabe destacar la gran cantidad de jinetes de alta competitividad que han salido de las filas del club entre los cuales se cuenta el mismo hijo del presidente, así como varios que participan y han participado en el Campeonato Nacional de Rodeo, incluyendo al excampeón de Chile, José Tomás Meza.
Los fines de semanas y festivos funciona una pérgola donde se puede degustar comida criolla como empanadas de horno, cazuelas, porotos, etc. El interés por participar en el rodeo en la capital chilena es creciente, lo que se hace difícil por la falta de ganado en Santiago, debiendo traerlo desde lugares muy distante.